# Americanizare

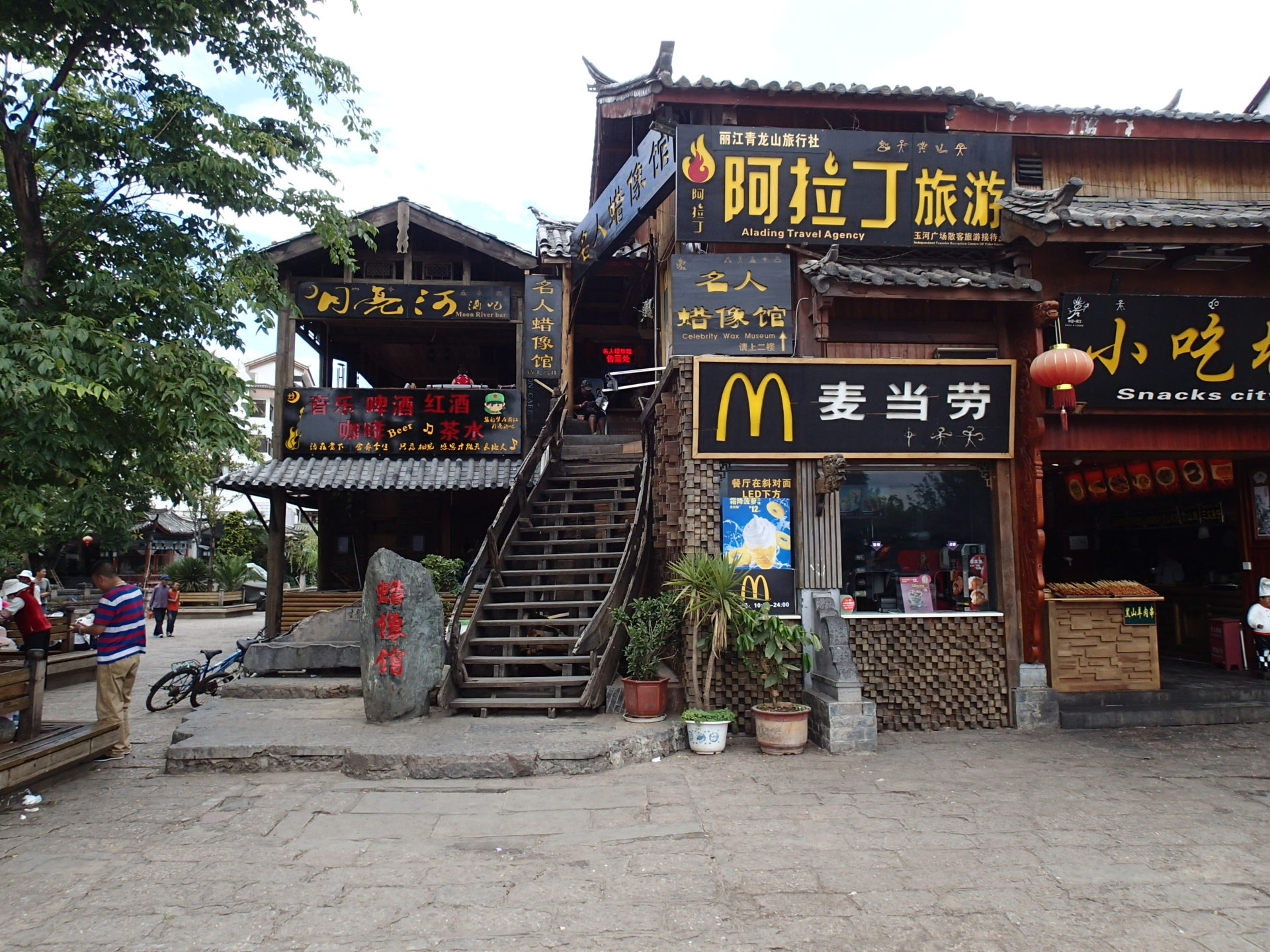
Filială McDonalds din Lijiang, China

Americanizarea este creșterea influenței culturii și afacerilor americane asupra altor state în afara Statelor Unite.
Ariile influențate sunt media, gastronomia, practicile de afaceri, cultura populară, tehnologia sau tehnicile politice.
Termenul a fost folosit din 1907. Nu este un termen defavorabil, însă este folosit adesea de critici în țările care sunt împotriva influențelor.
Americanizarea a devenit mai prevalentă de la finalul Uniunii Sovietice în 1991 și în mod special de la răspândirea masivă a Internetului de mare viteză la mijlocul anilor 2000'. În Europa, perioada recentă a adus o îngrijorare crescătoare prin companii de tehnologie precum Google, Facebook, Twitter, Amazon, Apple Inc., Uber și multe altele. Guvernele europene și-au exprimat din ce în ce mai mult îngrijorările în legătură cu protecția datelor, antitrustul și problemele legate de taxare privind noii giganți americani.
În Statele Unite, americanizarea se referă la procesul de aculturalizare a imigranților sau populațiilor native către valori sau obicieiuri americane.

## Afaceri și branduri
În topul primelor zece branduri globale după venituri (2017), șapte sunt stabilite în Statele Unite: Apple Inc., Google, Microsoft, Coca-Cola, Amazon, Facebook și IBM.
Coca-Cola, anterior ocupanta primului loc, este adesea văzută precum un simbol al americanizării. Mâncarea de tip fast-food este de asemenea văzută fiind un simbol al dominanței de piață al Statelor Unite.
Companii precum McDonald's, KFC, Pizza Hut, Burger King, Domino's Pizza au deschise numeroase puncte de vânzare în jurul lumii.
Multe dintre cele mai mari companii de tehnologie sunt de asemenea stabilite în Statele Unite, companii precum Microsoft, Apple, Intel, HP Inc., Dell, IBM.
Până în 1900 americanizarea a fost văzută ca un sinonim cu progresul și inovația. În anii 1920 în Republica de la Weimar mișcarea de eficiență americană, numită și „raționalizare”, a fost o forță socială și economică puternică. Raționalizarea însemna productivitate mai mare și eficiență mai ridicată și promitea că știința va aduce prosperitate.
În timpul Războiului Rece, americanizarea a fost metoda de a contracara procesul de sovietizare din împrjurul lumii. Educația, școlile și, în mod particular universitățile au devenit ținta principală a americanizării. Totuși, rezistența la americanizare a comunității universitare a diminuat-o.